# Solarfeld Gänsdorf
Das Solarfeld Gänsdorf mit einer Nennleistung von 54,3 MW und einem Jahresertrag von ungefähr 66 GWh  liegt im niederbayerischen Straßkirchen im Landkreis Straubing-Bogen.

## Daten
Als die Freiflächenanlage 2009 in Betrieb genommen wurde, war sie das leistungsstärkste PV-Kraftwerk Deutschlands und lag auf Platz zwei weltweit. Betreiber ist die Umspannwerk Straßkirchen GmbH & Co. KG unter der Kraftwerksnummer BNA0928. Das Kraftwerk, das sich über eine Fläche von 135 Hektar erstreckt, wurde auf dem Gelände des ehemaligen Gutes Gänsdorf errichtet.
Es wurden 243.936 Module aus multikristallinem Silizium von Q-Cells installiert und an 53.000 Schraubfundamenten befestigt. Zur Errichtung der 160 Millionen Euro teuren Anlage gründeten Q-Cells SE und EMC Electronic Materials ein Joint Venture. Die Anlage wurde 2010 an Nordcapital verkauft. Initiator des Projekts war Klaus Krinner, der Grundstücksbesitzer, der den Großteil der Projektfläche, das ehemalige Gut Gänsdorf, von Gloria von Thurn und Taxis gekauft hatte. Laut einem Bericht von SPIEGEL ONLINE erhält Krinner eine jährliche Pachtsumme von 200.000 Euro.

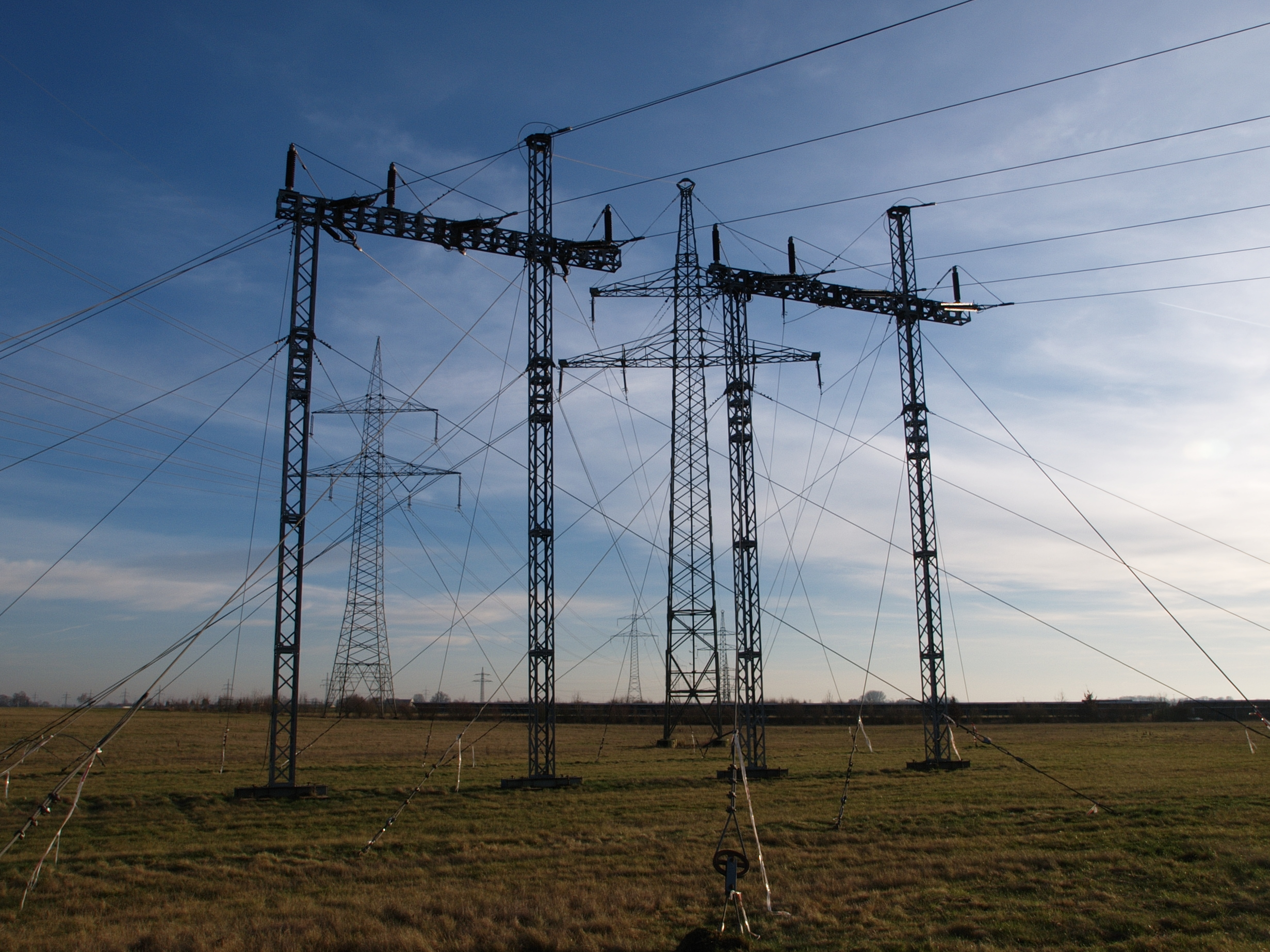
Umgehung des Kraftwerks mit provisorischer 110-kV-Leitung

Das Kraftwerk ist auf der 110-kV-Ebene an das Netz über eine bestehende Hochspannungs-Freileitung angeschlossen. Die Trasse der Leitung querte ursprünglich auf etwa 1,5 Kilometern Länge das Gelände und wurde zur Vermeidung von Verschattung an den nördlichen Rand der Anlage verlegt. Die Verlegung erfolgte provisorisch, da zeitgleich Planungen für eine generelle Erneuerung und Umverlegung der Hochspannungsleitung in diesem Bereich durchgeführt wurden. Inzwischen wurde die Entscheidung für eine Variante getroffen, bei der das Provisorium endgültig überflüssig werden wird.

## Auszeichnungen
Das Solarfeld Gänsdorf wurde im Rahmen des Sonderpreises Infrastruktur und Landschaft des Deutschen Landschaftsarchitekturpreis 2013 gewürdigt.

## Bürger-Solarpark Gänsdorf

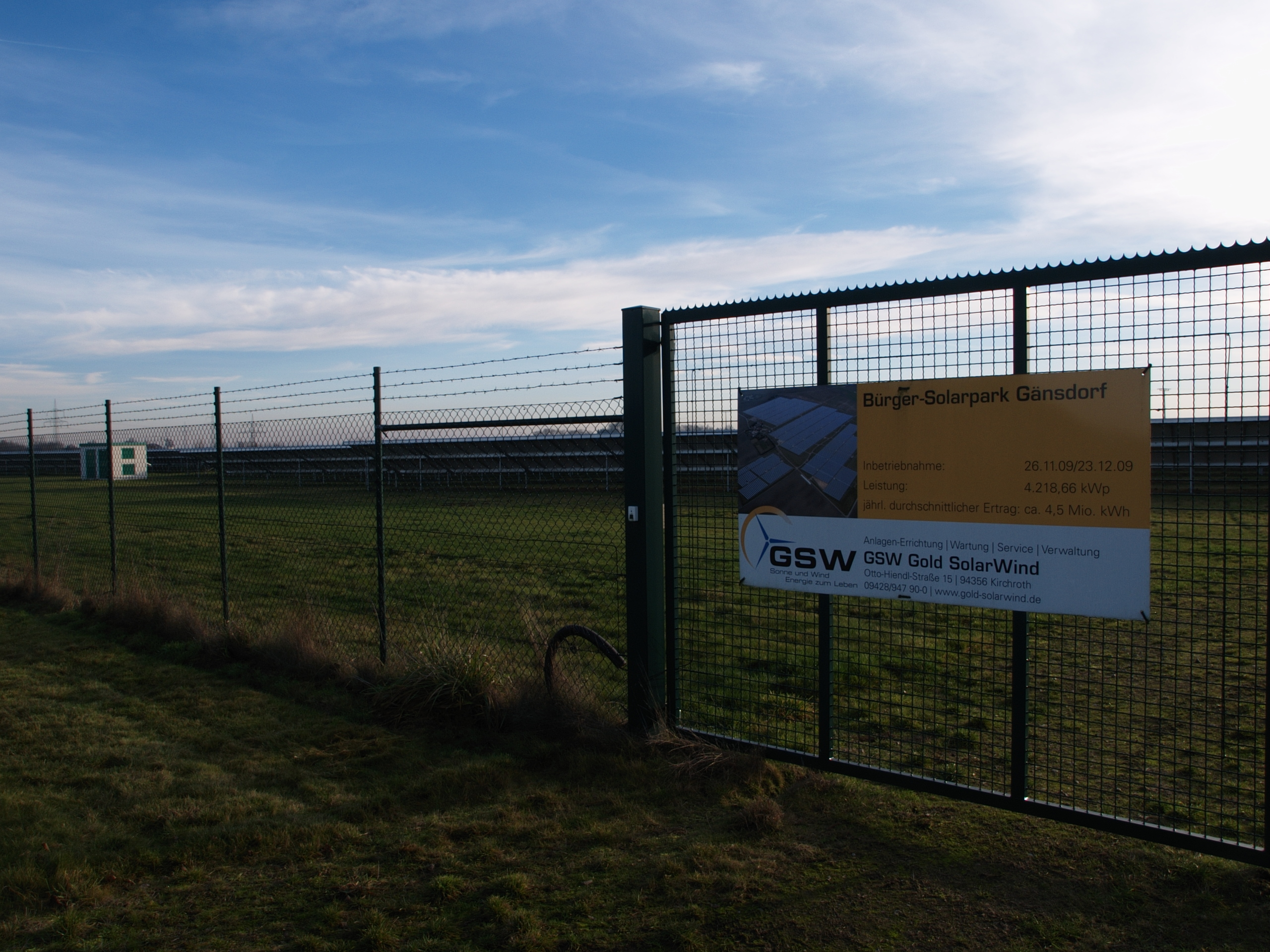
Bürger-Solarpark Gänsdorf

Gleichzeitig mit dem Solarfeld Gänsdorf wurde der 10 Hektar große Bürger-Solarpark errichtet, der in zwei Abschnitten auch im Jahr 2009 ans Netz ging. Er verfügt über eine Leistung von 4,22 MWp und liegt südlich der Straße zwischen Gänsdorf und Rottersdorf. Die Solarmodule stammen von Aleo Solar unter Verendung von Zellen von Q-Cells und wurden auch auf Schraubfundamenten montiert.